# Niederurnen
Niederurnen (toponimo tedesco) è una frazione di 3 928 abitanti del comune svizzero di Glarona Nord, nel Canton Glarona.

## Geografia fisica
Niederurnen ha una superficie di 14,1 km² . Di questa superficie, il 37,2% è utilizzato per scopi agricoli, mentre il 45,9% è coperto da foreste. Del resto, il 10,6% è insediato (edifici o strade) e il restante (6,4%) è improduttivo (fiumi, ghiacciai o montagne).
Niederurnen si trova nella Bassa Glarona, all'imbocco della valle Niederurnertal o Alpental. È costituito dal villaggio di Niederurnen e dalla zona industriale di Ziegelbrücke, separata dal resto del comune dall'autostrada A3.

## Storia

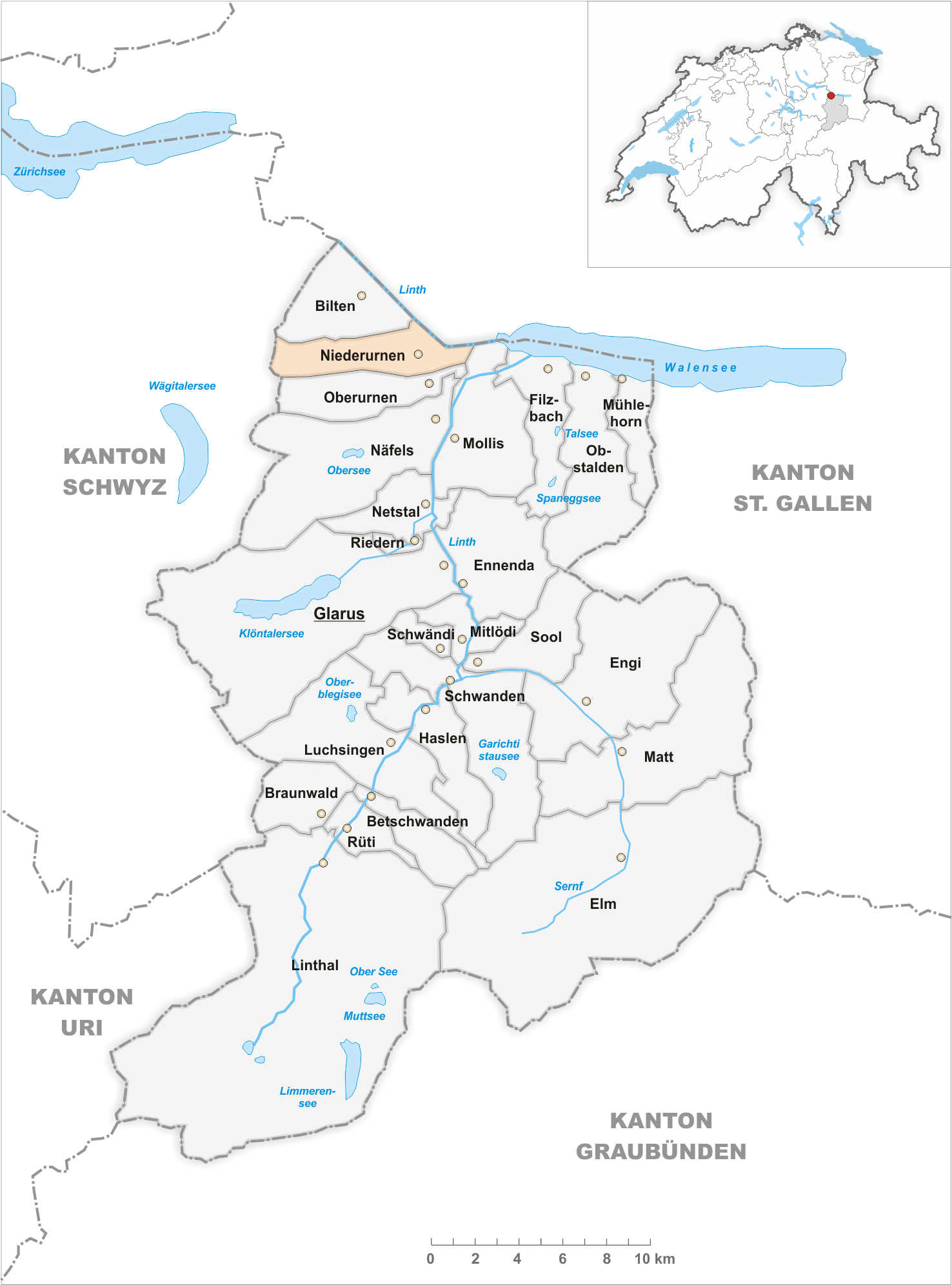
Il territorio del comune di Niederurnen prima degli accorpamenti comunali del 2011

Già comune autonomo che si estendeva per 14,1 km² e che comprendeva anche la frazione di Ziegelbrücke, il 1º gennaio 2011 è stato accorpato agli altri comuni soppressi di Bilten, Filzbach, Mollis, Mühlehorn, Näfels, Oberurnen e Obstalden per formare il nuovo comune di Glarona Nord, del quale Niederurnen  è il capoluogo.

## Monumenti e luoghi d'interesse
- Chiesa riformata (già cattolica di Santa Verena), attestata dal 1528 e ricostruita nel 1659[1];
- Chiesa cattolica di San Giuseppe, eretta nel 1937[1].

## Società

### Evoluzione demografica
L'evoluzione demografica è riportata nella seguente tabella:
Abitanti censiti

## Amministrazione
Ogni famiglia originaria del luogo fa parte del comune patriziale che ha la responsabilità della manutenzione di ogni bene comune.